# ムラサキダコ
ムラサキダコ（学名:Tremoctopus violaceus）は、ムラサキダコ科ムラサキダコ属に分類されるタコ。

## 分布
太平洋および日本海の暖海域の外洋の表層から中層に生息。

## 形態
体長は雌で70センチメートル、雄で最大3センチメートルと雌雄で大きさが異なる。体色は背面側が黒紫色で、腹面側は白色に近い。足と足の間に長さ3メートル、厚さ約2ミリメートルの衣のような皮膜がある。

## 生態
小魚やプランクトンを食す。皮膜は非常に千切れやすく、トカゲの尻尾取りのような役割があると考えられている。また、皮膜を使ってエイやシイラなどに擬態しているとも考えられている。メスは骨状の物質を体内で作り、それに糸状の粘液で約10万個の卵を絡めて腕の中に抱えて卵を守る。

## 人との関わり
- 茹でると食べられないものではないが、水っぽくて美味しいとは言えなく、食用としてはあまり出回っていない[3]。
- 日本に伝わる妖怪である「衣蛸」のモデルだと考えられている[1]。
- 過去には、魚津水族館[4]や城崎マリンワールド[5]などで飼育されていた。